# Зарічна (Комишловський район)
Зарі́чна (рос. Заречная) — присілок у складі Комишловського району Свердловської області. Входить до складу Заріченського сільського поселення.
Населення — 369 осіб (2010, 418 у 2002).
Національний склад станом на 2002 рік: росіяни — 93 %.